# Cole Simon
Cole Simon (nacido el 3 de febrero de 1951) es un actor, productor y director estadounidense nacido en Arlington, Texas.

## Carrera
Se hizo mayormente conocido en Apocalipsis, la función fue dirigida por John Klein; Cole interpretó a Joshua, el papá de Penélope. Él coprotagonizó junto a Sara Gorsky, Tanya Thai McBride y Anna Costell.
Apareció a mediados de 2007 en el cortometraje de "Rendezvous". Además, a inicios del 2008, también rodó otros dos cortometrajes: "Glass City" y "El cielo de Ohio". 
A mediados del 2014, rodó el cortometraje The Survivors. Se rodó en septiembre de 2014 en Oak Lawn, Illinois y se estrenó en el primer trimestre de 2015.

## Filmografía
1. Las obras de Darren McGannon - Landlord (2008)
2. Life Amended – Matthew (2011)
3. Debajo de la mesa (Under the Table) – Greg (2011)
4. Apocalipsis – Joshua (2014)